# Bernard Ebbers

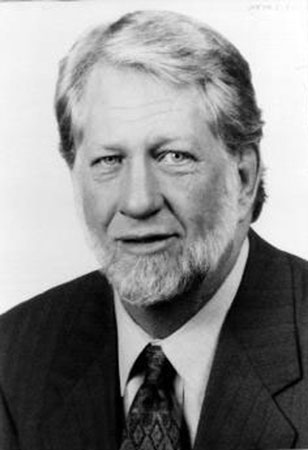
Bernard J. Ebbers (2001)

Bernard John „Bernie“ Ebbers (* 27. August 1941 in Edmonton, Alberta, Kanada; † 2. Februar 2020 in Brookhaven, Mississippi, Vereinigte Staaten) war ein kanadischer Manager und Betrüger. Er war Vorstandsvorsitzender (CEO) der US-amerikanischen Telefongesellschaft WorldCom.

## Leben
Er besuchte die Victoria Composite High School in Edmonton und begann dann an der University of Alberta in Edmonton zu studieren. Er wechselte an das Calvin College in Grand Rapids, Michigan, USA, und schließlich an das Mississippi College in Clinton, Mississippi, wo er 1967 mit dem BA Physical Education (Sportunterricht) abschloss. Später wurde ihm der Ehrendoktor Dr. jur. h. c. verliehen.
Ebbers hatte WorldCom innerhalb von zwei Jahrzehnten in eine der weltgrößten Telefongesellschaften verwandelt. 2002 beging Ebbers mit WorldCom einen 11-Milliarden-Dollar-Betrug. Am 13. Juli 2005 wurde er hierfür in New York City zu 25 Jahren Haft wegen Bilanzbetruges verurteilt, die er bis kurz vor seinem Tod verbüßte.
Das Unternehmen WorldCom hieß bis Dezember 2005 MCI und fusionierte im Januar 2006 mit Verizon.